# International Women's Open 1988
L'International Women's Open 1988 è stato un torneo di tennis giocato sull'erba. 
È stata la 14ª edizione del torneo di Eastbourne, che fa parte della categoria Tier III nell'ambito del WTA Tour 1988. 
Si è giocato a Eastbourne in Inghilterra, dal 13 al 19 giugno 1988.

## Campionesse

### Singolare
Martina Navrátilová ha battuto in finale  Nataša Zvereva con il punteggio di 6–2, 6–2

### Doppio
Eva Pfaff /  Elizabeth Smylie hanno battuto in finale  Belinda Cordwell /  Dianne van Rensburg con il punteggio di 6–3, 7–6